# Medal za Obronę Sewastopola w Latach 1854–55
Medal za Obronę Sewastopola w Latach 1854–55 (ros. Медаль «За защиту Севастополя с 1854 по 1855 гг.») – rosyjskie odznaczenie nadawane za udział w obronie Sewastopola w czasie wojny krymskiej.

## Historia
Odznaczenie zostało ustanowione ukazem cara Aleksandra II dla wyróżnienia uczestników obrony Sewastopola w okresie wojny krymskiej. Był to pierwszy z medali nadawanych za zasługi w trakcie wojny krymskiej.
Medal posiadał jeden stopień.

## Zasady nadawania
Medal nadawany był wszystkim uczestnikom obrony Sewastopola, biorących udział w obronie miasta i portu w okresie od 13 września 1854 roku do 28 sierpnia 1855.
Medal przyznawano generałom, oficerom, żołnierzom i marynarzom wszystkich stopni, urzędnikom i mieszkańcom miasta Sewastopol uczestniczącym w obronie miasta.
Pierwsze medale wręczał osobiście car Aleksander II w październiku 1855 roku w Sewastopolu. Później medal wręczali dowódcy wojskowi. Łącznie nadano około 250 tys. medali.

## Opis odznaki
Odznaką medalu jest okrągły medal o średnicy 28 mm wykonany ze srebra.
Na awersie medalu w centralnej znajdują się monogramy cara Mikołaja I i Aleksandra II nad którymi znajdują się korony.
Na rewersie w centralnej części znajduje się napis СЪ 13 СЕНТЯБРЯ 1854 ПО 28 АВГУСТА 1855 (pol. Od 13 września 1854 do 28 sierpnia 1855), nad nim dziesięcioramienna gwiazda utworzona z promieni słonecznych na której znajduje się oko opatrzności. Wokół medalu wzdłuż krawędzi napis ЗА ЗАЩИТУ СЕВАСТОПОЛЯ (pol. Za obronę Sewastopola).
Medal zawieszony jest na pięciokątnej blaszce pokrytej wstążką identyczną jak wstążka orderu św. Jerzego.